# Lista över grevar och hertigar av Holstein-Gottorp
Detta är en lista över grevar och hertigar av Holstein-Gottorp. Se även lista över grevar av Holstein.
- 1544–1586 Adolf av Holstein-Gottorp
- 1590–1616 Johan Adolf av Holstein-Gottorp
- 1616–1659 Fredrik III av Holstein-Gottorp
- 1659–1694 Kristian Albrekt av Holstein-Gottorp
- 1694–1702 Fredrik IV av Holstein-Gottorp
- 1702–1739 Karl Fredrik av Holstein-Gottorp
- 1739–1762 Karl Peter Ulrik av Holstein-Gottorp
- 1762–1763 Paul av Holstein-Gottorp